# Carlos Sainz Jr.
Carlos Sainz Vázquez de Castro (Madrid, 1 de setembre de 1994) més conegut com a Carlos Sainz Jr. o simplement Carlos Sainz, és un pilot d'automobilisme espanyol. Del 2010 al 2014 va formar part de l'Equip Júnior de Red Bull, guanyant la Fórmula Renault NEC el 2011 i la Fórmula Renault 3.5 Series el 2014. Va debutar a Fórmula 1 amb Toro Rosso l'any següent, on es va mantenir fins al 2017, temporada va signar amb l'equip Renault. El 2019 i 2020 va competir amb McLaren, resultant sisè en les dues temporades. Des del 2024 és pilot de l'escuderia Williams.
Al costat d'Alfonso de Portago, Pedro de la Rosa i Fernando Alonso, és un dels quatre espanyols que han aconseguit el podi a Fórmula 1, sent al costat d'aquest últim els únics que han aconseguit victòries.
És fill del pilot i dues vegades campió del Campionat Mundial de Ral·li Carlos Sainz.

## Carrera esportiva

### Karting
Sainz va començar la seva carrera en el karting l'any 2008, amb catorze anys, va guanyar el títol d'Àsia-Pacífic KF3. L'any 2009 va guanyar el prestigiós Monaco Kart Cup Junior, i va ser subcampió en el Campionat d'Europa de KF3, passant a entrar al programa de joves pilots de Red Bull.

### Fórmula BMW

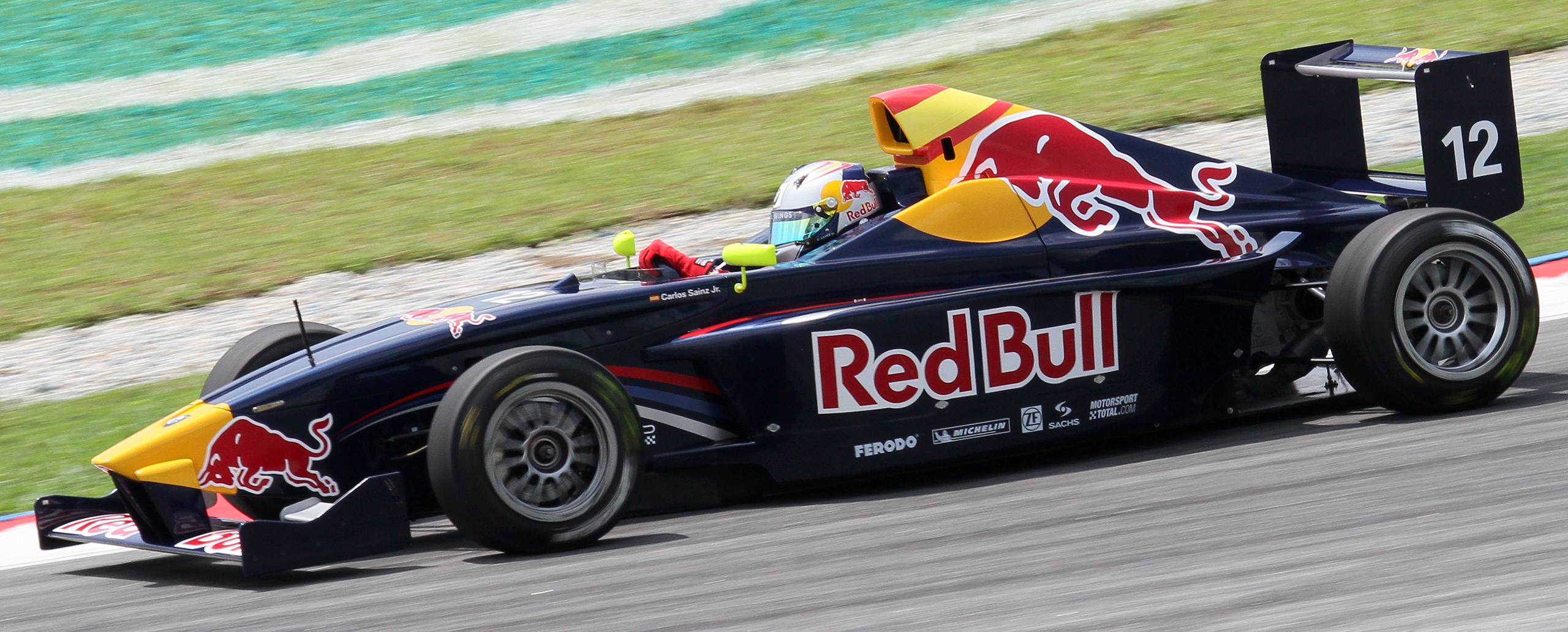
Sainz durant la primera carrera de la temporada 2010 de la Fórmula BMW Àsia-Pacífic en el Circuit Internacional de Sepang.

El 2010, a l'edat de 15 anys, Sainz va saltar a la Fórmula BMW Europa amb l'equip EuroInternational. També formava part del programa Red Bull Junior Team. Al novembre d'aquest any aconsegueix la victòria en el circuit de Macau, en la Fórmula BMW Àsia-Pacífic, després d'aconseguir la pole i liderar tota la carrera.

### Eurocopa de Fórmula Renault 2.0
L'any 2011 va disputar la temporada completa de l'Eurocopa de Fórmula Renault 2.0. Va acabar segon en el campionat amb 200 punts, obtenint com a resultats més destacats dues victòries i un total de deu podis en catorze carreres.

### Altres categories
Aquesta temporada va debutar a les F3 Euroseries i ho va fer com a pilot convidat en l'última ronda, obté un cinquè lloc i va abandonar en les altres dues carreres. En 2012, a l'Euroseries, Carlos finalitza en novè amb dos pòdiums, i participa en més 4 competicions aquest any.

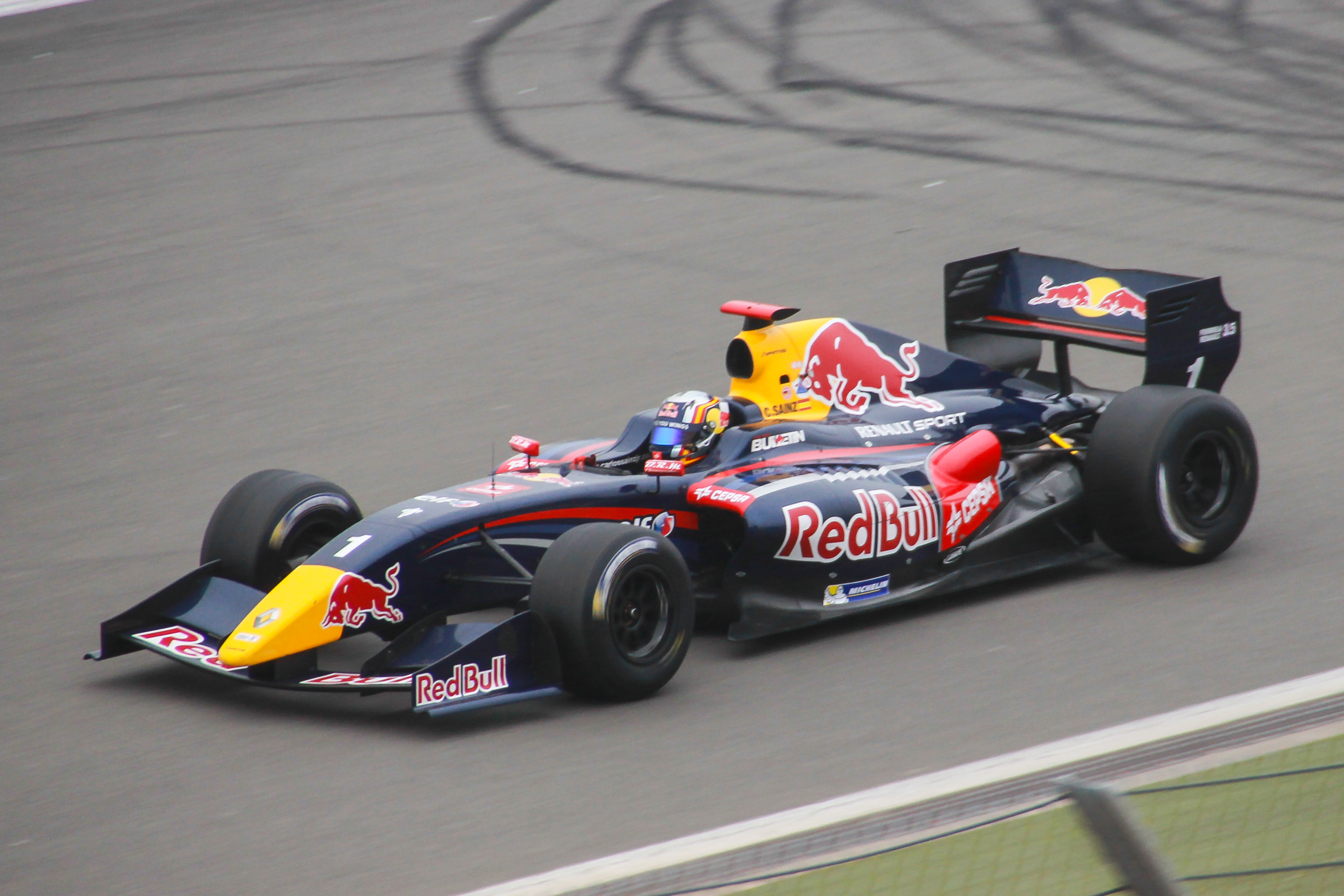
Carlos a la temporada 2014 de Fórmula Renault 3.5, on va ser campió.

L'any 2013, va fer un acord amb Arden per competir a la temporada GP3, però va arribar al desè lloc, amb dos podis.
El mateix any, va participar en les proves de joves pilots de la Fórmula 1 que es van disputar en el mes de juliol en el circuit de Silverstone. Sainz va debutar amb el monoplaça de Toro Rosso marcant el segon millor temps durant la segona sessió, celebrada el dia 18, amb un crono d'1:33,016, a tan sols 44 mil·lèsimes del Daniel Ricciardo. En la tercera i última sessió va rodar amb un RedBull amb el qual va donar 35 voltes i el seu millor temps va ser d'1:33,546, el quart millor crono de tota la sessió, fins i tot per davant de pilots habituals de la F1, com Felipe Massa, Jean-Éric Vergne o Giedo van der Garde.
L'any 2013 ha competit a les World Sèries by Renault. i I en l'any 2014, Sainz signa amb DAMS i fou campió, perquè el factor principal era que cada vegada que anava al podi, guanyava.

### Fórmula 1

#### Toro Rosso (2015-2017)

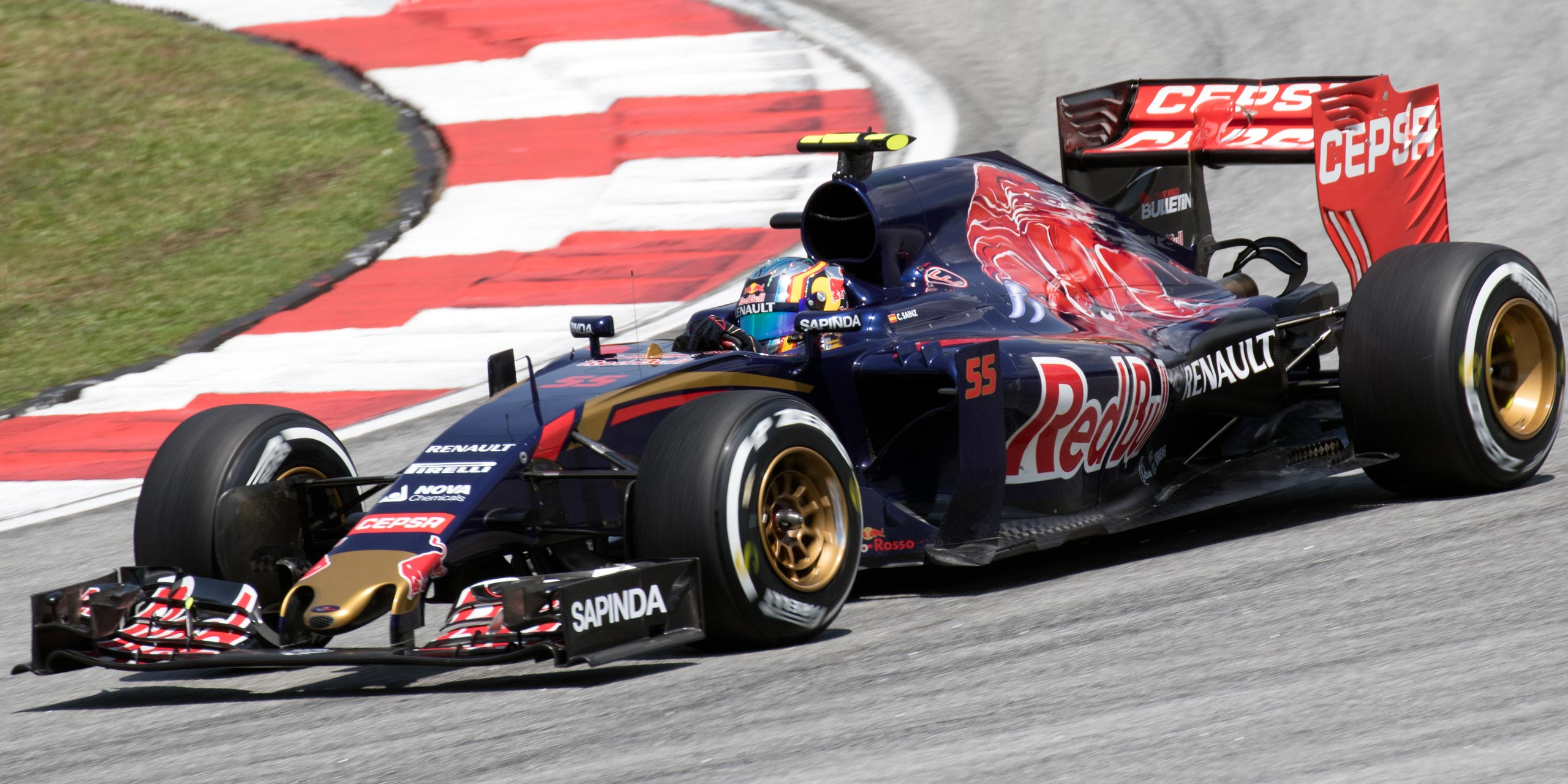
Carlos al Gran Premi de Malàisia del 2015, el seu primer any a la Fórmula 1.

El 28 de novembre del 2014, la Scuderia Toro Rosso va anunciar oficialment que Carlos Sainz Jr. serà pilot oficial a la temporada 2015 de Fórmula 1, al costat del neerlandès Max Verstappen. Va escollir 55 com a seu nombre de cursa.
A la carrera de debut, a Melbourne, el pilot es va qualificar en el top 10 i va acabar la cursa en novè lloc, aconseguint els seus primers punts, el millor debut d'un espanyol de la categoria fins aleshores. Va tenir un bon començament de temporada, anotant punts en 4 de 6 curses. A Sotxi, a la pràctica lliure, ell pateix un fort accident, en el qual va ser traslladat en ambulància a l'Hospital. Carlos no va patir danys greus, en què va ser alliberat per competir el GP de Rússia. El seu millor resultat va ser el setè lloc al GP d'Austin, i va acabar la temporada en el 15è lloc amb 18 punts.

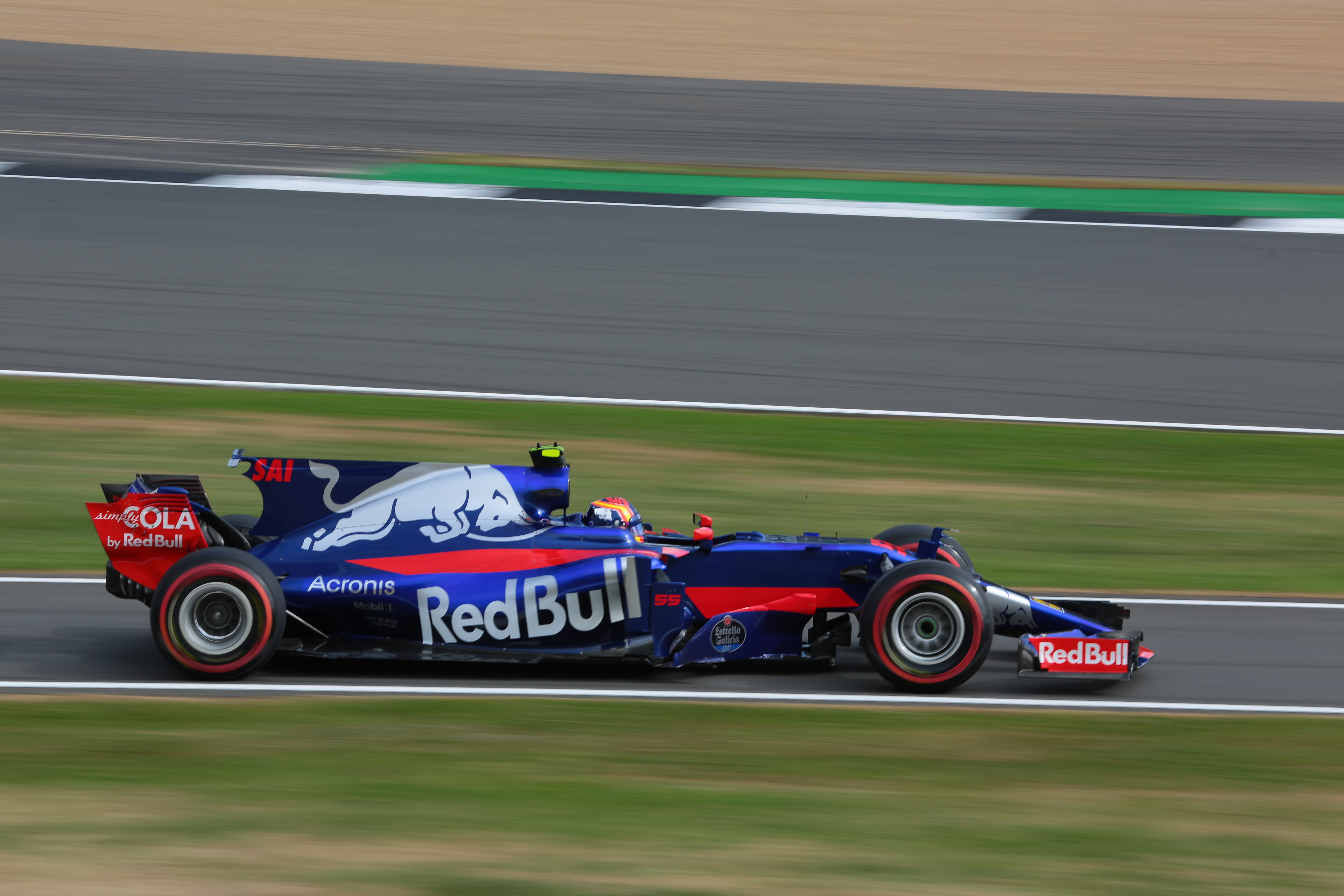
Sainz al GP de Gran Bretanya del 2017.

En l'any 2016, Carlos fet un millor començament de temporada que l'any passat, anotant 9 de les 11 curses, amb la majoria de curses entre el vuitè i el novè lloc. Al seu retorn de vacances, Sainz va anotar ponts en dues curses. (Austin i Interlagos), i tenir-les com el millor resultat de la temporada, arribant a la 6a posició. Al final de la temporada, Sainz va arribar al 12è lloc amb 46 punts.
En la temporada 2017, Sainz va córrer per dos equips, però primer per Toro Rosso, on va córrer en 16 de les 20 curses, i va abandonar en 6, principalment en la darrera cursa per a l'equip al Japó a causa d'una col·lisió, el seu millor resultat va ser el quart lloc de la GP de Singapur.

#### Renault (2017-2018)

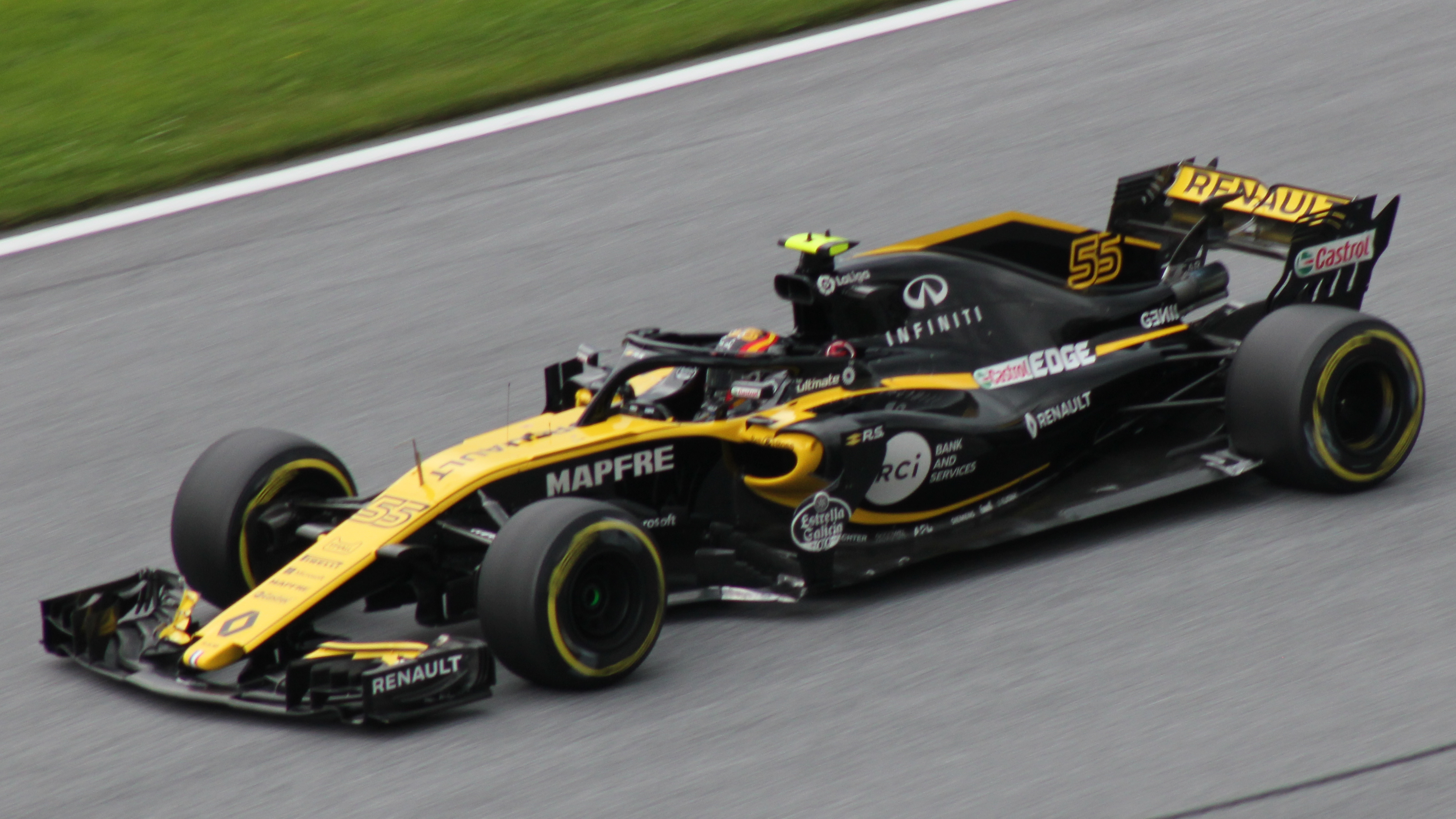
Carlos Sainz al R.S.18 al GP d'Àustria del 2018.

El 14 d'octubre, Sainz fou anunciat per a Renault Sport per competir en el Gran Premi dels Estats Units, en substitució de l'anglès Jolyon Palmer, que havia estat fent mals resultats, el correrà al costat de Nico Hulkenberg. En el debut a l'equip, Carlos va acabar en setè i va acabar la temporada en el novè lloc amb 54 punts.
A la temporada 2018, Carlos fou mantenit i va tenir un bon començament de temporada, tenint el seu millor resultat per a l'equip, aconseguint el cinquè lloc del GP d'Azerbaidjan, només va tenir dos abandonaments, i va acabar l'any en 10 lloc, amb 53 punts, per darrere del seu company d'equip, Nico Hulkenberg, que va quedar al setè lloc amb 96 punts.

#### McLaren (2019-2020)

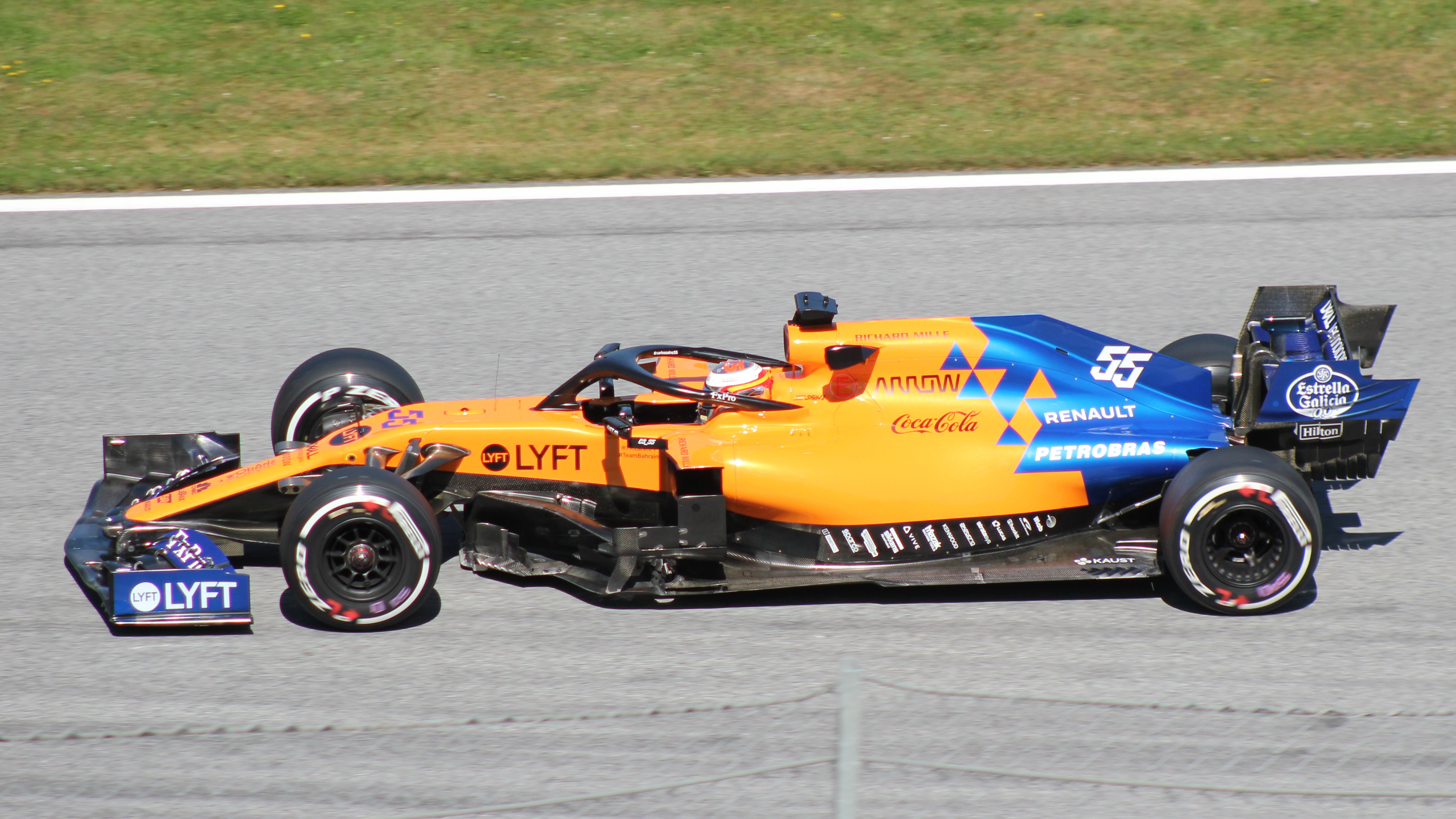
Sainz al GP d'Àustria del 2019.

El mes d'agost de 2018, el mercat de Fórmula 1 fou movimentat, a partir de l'anunci del traspàs de Daniel Ricciardo a Renault, la retirada de Fernando Alonso a finals d'any i el dia 16, l'equip anglès McLaren anuncia que Sainz substituirà l'espanyol a partir de la pròxima temporada, i correrà al costat del pilot debutant, l'anglès Lando Norris, subcampió de Fórmula 2.
Sainz va debuta a l'equip a Austràlia, però abandona per falles del motor. Al Bahrain i la Xina, la seva actuació fou afectada per les col·lisions. Però en bona part de la temporada, la seva actuació va millorar molt, arribant als deu primers llocs, però el seu millor resultat va ser al GP del Brasil, quan va començar del darrer lloc per problemes en la classificació, va superar els pilots fins a arribar al quart lloc, més amb la col·lisió d'Alexander Albon i Lewis Hamilton, ell pujò al tercer lloc i guanya el seu primer podi, acabant com el dejuni de pòdiums de l'McLaren des d'Austràlia 2014. Sainz acaba la temporada en el sisè lloc, amb 96 punts, aconseguint el seu millor resultat en la categoria i superant els dos pilots que havien canviat de lloc a Red Bull Racing aquest any.
El juliol de 2019, abans de les vacances d'estiu, el McLaren va renovar el contracte dels dos pilots per a la temporada 2020, a causa dels excel·lents resultats i va ajudar l'equip de Woking a reconstruir-se.

#### Ferrari (2021-)
Al maig de 2020 es va fer oficial el fitxatge de Sainz com a pilot titular de Scuderia Ferrari al costat de Charles Leclerc per a les temporades 2021 i 2022.

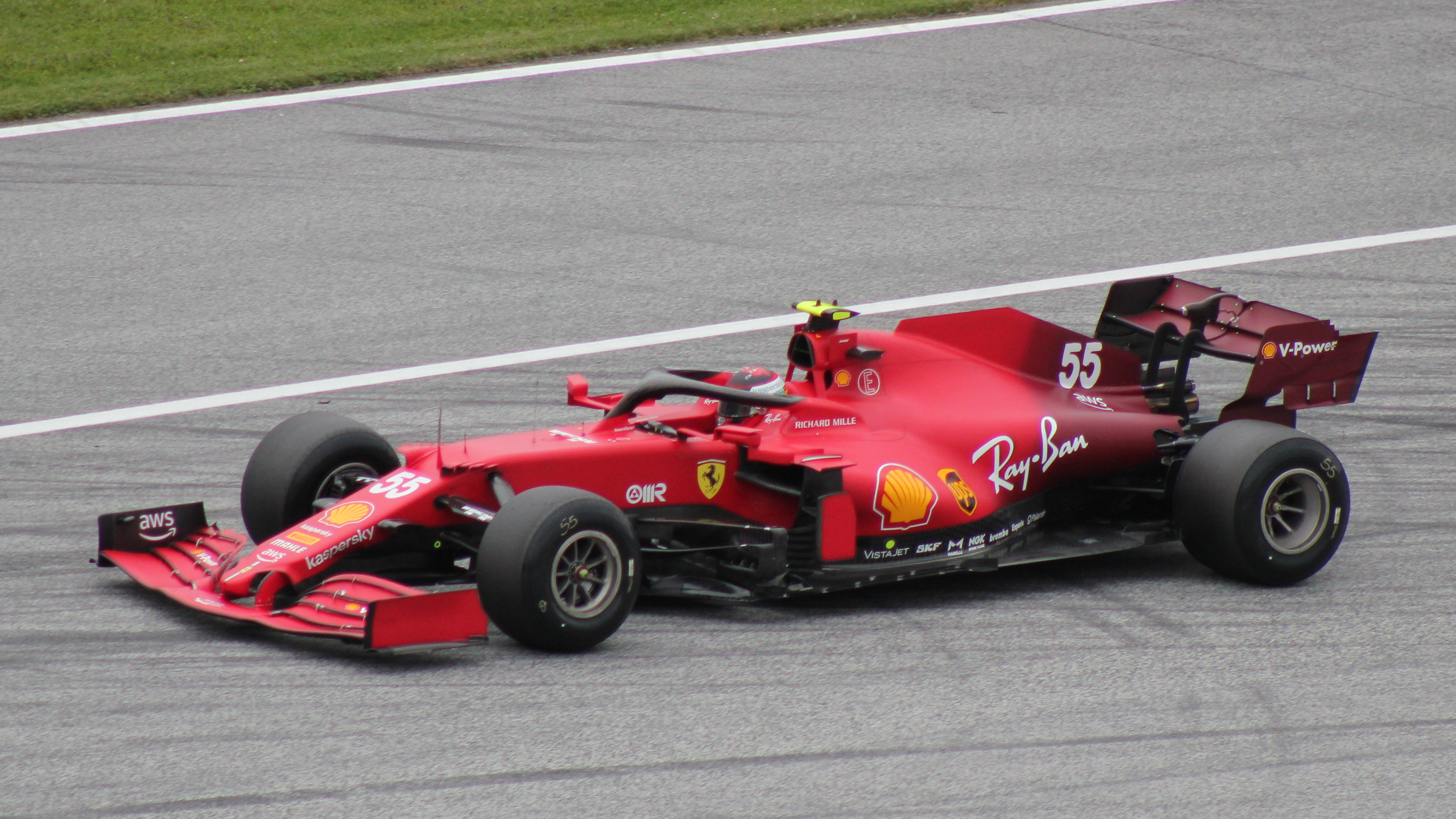
Sainz manejant el Ferrari SF21 al Gran Premi d'Àustria de 2021.

A la classificació del primer Gran Premi de la temporada, a Baréin, el cotxe de Sainz es va quedar aturat a la Q1, no obstant, va poder arrencar-lo de nou i classificar 8è per a la cursa, malgrat haver estat conservador a la seva última volta. Sainz va fer una sortida també conservadora el dia de la cursa i va acabar en la posició en què va sortir, 8. En el següent Gran Premi, al circuit d'Imola, no va completar una bona classificació, aconseguint el lloc 11è per a la cursa, arribant a remuntar per finalment acabar en la 5a posició. Després, al Gran Premi de Portugal, Sainz no va realitzar una bona cursa, arribant a meta en el lloc 11a, malgrat haver aconseguit un cinquè lloc a la classificació de dissabte. Una setmana després, al Gran Premi d'Espanya, va acabar al 7è lloc al final de la carrera.
El 22 de maig de 2021 va ser el començament del GP de Mònaco. En entrenaments i classificació, Ferrari va tenir un gran rendiment en comparació de carreres anteriors. Leclerc va fer la pole després d'una bandera vermella que ell mateix va provocar, però no va poder sortir pels danys patits a la mateixa classificació. Sainz va sortir tercer i va acabar segon després de la retirada del Mercedes de Bottas, acompanyat al podi per Max Verstappen, company a Toro Rosso el 2015, part del 2016, i Lando Norris, company a McLaren.
Dues curses més tard a França, Ferrari va tenir importants problemes de ritme en carrera i les dues actuacions van acabar fora de zona de punts. Després de tres carreres consecutives acabant dins dels sis millors, Sainz va obtenir el seu segon podi de la temporada a Hongria. Havia estat quart a pista però Sebastian Vettel, que havia acabat segon, va ser desqualificat poc després. El seu següent podi va arribar quatre carreres més tard, a Rússia. Sainz havia classificat segon darrere de Lando Norris. A la llargada, es va posar primer i va mantenir el lideratge fins a la volta 12. A poques voltes del final se situava tercer, però, davant d'una amenaça de pluja, va decidir parar aviat a boxes a col·locar pneumàtics intermedis. Gràcies a això va mantenir posició de podi i finalment va acabar tercer. Després de sis carreres fora dels cinc millors, l'espanyol va tornar al podi al GP d'Abu Dhabi, la cursa final de la temporada, acabant novament tercer. Amb aquest resultat, va superar en aquesta última carrera Charles Leclerc i Lando Norris al campionat de pilots per culminar cinquè, només darrere dels pilots de Mercedes i els de Red Bull.
La temporada 2022 va representar una millora de rendiment per a Ferrari i la tornada a la lluita per victòries i el títol. A la primera cursa a Baréin, Ferrari va aconseguir un 1-2 amb Leclerc primer i Sainz segon. A Aràbia Saudita, Sainz va repetir podi darrere Verstappen i Leclerc, abans de tenir abandonaments prematurs per sortides de pista en les dues curses següents. En les següents cinc curses, Sainz va aconseguir tres podis, un quart i un abandó per una falla hidràulica del monoplaça. El 3 de juliol de 2022, després d'haver disputat 150 Grans Premis, va aconseguir el seu primer triomf a la F1 al Gran Premi de Gran Bretanya sortint des de la seva primera pole position, sent així el segon pilot espanyol en aconseguir-ho després de Fernando Alonso.

## Resultats esportius

### Fórmula BMW Europea
- Referència[35]

### Fórmula BMW Copa Rookie
| Temporada | Categoria   | Equip             | Punts | Posició |
| --------- | ----------- | ----------------- | ----- | ------- |
| 2010      | Fórmula BMW | EuroInternational | 201   | 1º      |

- Referència[36]

### Fórmula Renault 2.0 NEC
| Temporada | Equip          | HOC · | HOC · | HOC · | SPA · | SPA · | NÜR · | NÜR · | ASS · | ASS · | ASS · | OSC · | OSC · | ZAN · | ZAN · | MOS · | MOS · | MOS · | MNZ · | MNZ · | MNZ · | Punts | Posició |
| --------- | -------------- | ----- | ----- | ----- | ----- | ----- | ----- | ----- | ----- | ----- | ----- | ----- | ----- | ----- | ----- | ----- | ----- | ----- | ----- | ----- | ----- | ----- | ------- |
| 2011      | Korainen bros. | 3     | 1     | 1     | 1     | 3     | 1     | 1     | 1     | 8     | 2     | 3     | 1     | 1     | 1     | 2     | 1     | 2     | 18    | 2     | 8     | 489   | 1º      |

### Campionat Britànic de F3
| Temporada | Equip             | OUL · | OUL · | OUL · | MNZ · | MNZ · | MNZ · | PAU · | PAU · | BRH · | BRH · | BRH · | ROC · | ROC · | ROC · | LEC · | LEC · | LEC · | SPA · | SPA · | SPA · | SNE · | SNE · | SNE · | SIL · | SIL · | SIL · | DON · | DON · | DON · | Punts | Posició |
| --------- | ----------------- | ----- | ----- | ----- | ----- | ----- | ----- | ----- | ----- | ----- | ----- | ----- | ----- | ----- | ----- | ----- | ----- | ----- | ----- | ----- | ----- | ----- | ----- | ----- | ----- | ----- | ----- | ----- | ----- | ----- | ----- | ------- |
| 2012      | Carlin Motorsport | 3     | 5     | 4     | 1     | 8     | 1     | 6     | 2     | 10    | 12    | 3     | 4     | 4     | Ret   | Ret   | 25    | 19    | 3     | C     | 1     | Ret   | 11    | 1     | 2     | 7     | 5     | -     | -     | -     | 224   | 6º      |

### GP3 Sèries
(Clau) (Carreres en negreta indiquen pole position) (Carreres en cursiva indiquen volta ràpida)
| Temporada | Equip     | 1          | 2           | 3         | 4         | 5         | 6         | 7         | 8         | 9         | 10        | 11          | 12         | 13        | 14        | 15          | 16         | Posició | Punts |
| --------- | --------- | ---------- | ----------- | --------- | --------- | --------- | --------- | --------- | --------- | --------- | --------- | ----------- | ---------- | --------- | --------- | ----------- | ---------- | ------- | ----- |
| 2013      | MW Cremen | ESP FEA 15 | ESP SPR DSQ | VAL FEA 5 | VAL SPR 3 | GB FEA 13 | GB SPR 13 | GER FEA 6 | GER SPR 5 | HUN FEA 5 | HUN SPR 2 | BEL FEA Ret | BEL SPR 13 | ITA FEA 9 | ITA SPR 9 | ABU FEA DSQ | ABU SPR 18 | 10ª     | 66    |

### Formula Renault 3.5 Sèries
(Clau) (Carreres en negreta indiquen pole position) (Carreres en cursiva indiquen volta ràpida)
| Temporada | Equip      | 1        | 2       | 3     | 4       | 5       | 6         | 7         | 8        | 9       | 10    | 11        | 12      | 13       | 14        | 15        | 16        | 17       | Pos.. | Punts |
| --------- | ---------- | -------- | ------- | ----- | ------- | ------- | --------- | --------- | -------- | ------- | ----- | --------- | ------- | -------- | --------- | --------- | --------- | -------- | ----- | ----- |
| 2013      | Zeta Corse | MNZ 1    | MNZ 2   | ALC 1 | ALC 2   | MON 1 6 | SPA 1 Ret | SPA 2 18† | MSC 1    | MSC 2   | RBR 1 | RBR 2     | HUN 1 7 | HUN 2 22 | LEC 1 16† | LEC 2 Ret | CAT 1 Ret | CAT 2 6  | 19è   | 22    |
| 2014      | DAMS       | MNZ 1 18 | MNZ 2 1 | ALC 1 | ALC 2 4 | MON 1 4 | SPA 1     | SPA 2 1   | MSC 1 14 | MSC 2 6 | NÜR 1 | NÜR 2 Ret | HUN 1 4 | HUN 2 6  | LEC 1     | LEC 2 1   | XER 1 15  | XER 2 11 | 1r    | 227   |

† No va finalitzar, però es classifica en completar més del 90% de la carrera.

### Fórmula 1
(Clau) (negreta indica pole position) (cursiva indica volta ràpida)
| Any   | Escuderia           | Xassí            | Motor                        | 1       | 2       | 3       | 4       | 5      | 6      | 7       | 8       | 9       | 10      | 11      | 12      | 13      | 14      | 15      | 16      | 17      | 18      | 19      | 20      | 21      | 22     | 23  | 24  | Pos. | Punts |
| ----- | ------------------- | ---------------- | ---------------------------- | ------- | ------- | ------- | ------- | ------ | ------ | ------- | ------- | ------- | ------- | ------- | ------- | ------- | ------- | ------- | ------- | ------- | ------- | ------- | ------- | ------- | ------ | --- | --- | ---- | ----- |
| 2015  | Scuderia Toro Rosso | Toro Rosso STR10 | Renault Energy 2015 1.6 V6 t | AUS 9   | MYS 8   | CHN 14  | BHR Ret | ESP 9  | MON 10 | CAN 12  | AUT Ret | GBR Ret | HUN Ret | BEL Ret | ITA 11  | SIN 9   | JPN 10  | RUS Ret | USA 7   | MEX 13  | BRA Ret | ABU 11  |         |         |        |     |     | 15è  | 18    |
| 2016  | Scuderia Toro Rosso | Toro Rosso STR11 | Ferrari 060 1.6 V6 t         | AUS 9   | BHR Ret | CHN 9   | RUS 12  | ESP 6  | MON 8  | CAN 9   | EUR Ret | AUT 8   | GBR 8   | HUN 8   | GER 14  | BEL Ret | ITA 15  | SIN 14  | MAL 11  | JPN 17  | USA 6   | MEX 16  | BRA 6   | ABU Ret |        |     |     | 12è  | 46    |
| 2017  | Scuderia Toro Rosso | Toro Rosso STR12 | Renault RE17                 | AUS 8   | CHN7    | BHR Ret | RUS 10  | ESP 7  | MON6   | CAN Ret | AZE 8   | AUT Ret | GBR Ret | HUN7    | BEL 10  | ITA 14  | SIN 4   | MYSRet  | JPN Ret |         |         |         |         |         |        |     |     | 9è   | 54    |
| 2017  | Renault F1 Team     | Renault R.S.17   | Renault R.E.17 1.6 V6 t      |         |         |         |         |        |        |         |         |         |         |         |         |         |         |         |         | USA 7   | MEXRet  | BRA 11  | ABU Ret |         |        |     |     | 9è   | 54    |
| 2018  | Renault F1 Team     | Renault R.S.18   | Renault R.E.18 1.6 V6 t      | AUS 10  | BHR 11  | CHN 9   | AZE 5   | ESP 7  | MON 10 | CAN 8   | FRA 8   | AUT 12  | GBR Ret | GER 12  | HUN 9   | BEL 11  | ITA 8   | SIN 8   | RUS 17  | JPN 10  | USA 7   | MEX Ret | BRA 12  | ABU 6   |        |     |     | 10è  | 53    |
| 2019  | McLaren F1 Team     | McLaren MCL34    | Renault E-Tech 19 1.6 V6 t   | AUS Ret | BHR 19† | XIN 14  | AZE 7   | ESP 8  | MON 6  | CAN 11  | FRA 6   | AUT 8   | GBR 6   | GER 5   | HUN 5   | BEL Ret | ITA Ret | SIN 12  | RUS 6   | JPN 5   | MEX 13  | USA 8   | BRA 3   | ABU 10  |        |     |     | 6è   | 96    |
| 2020  | McLaren F1 Team     | McLaren MCL35    | Renault E-Tech 20 1.6 V6 t   | AUT 5   | AUT 9   | HUN9    | GBR13   | GBR 13 | ESP 6  | BEL -   | ITA 2   | ITA Ret | RUS Ret | DEU 5   | POR6    | ITA 7   | TUR5    | BHR 5   | BHR4    | ABU 6   |         |         |         |         |        |     |     | 6è   | 105   |
| 2021  | Scuderia Ferrari    | Ferrari SF21     | Ferrari 065/6 1.6 V6 t       | BHR8    | EMI 5   | POR11   | ESP 7   | MON 2  | AZE 8  | FRA 11  | STY 6   | AUT 5   | GBR 6   | HUN 3   | BEL 10‡ | PBA 7   | ITA 6   | RUS 3   | TUR 8   | EUA 7   | MEX 6   | SAO 6   | QAT 7   | ARB 8   | ABU 3  |     |     | 5è   | 164.5 |
| 2022  | Scuderia Ferrari    | Ferrari F1-75    | Ferrari 066/7 1.6 V6 t       | BH 2    | ARA 3   | AUS Ret | EMI Ret | MIA 3  | ESP 4  | MON 2   | AZE Ret | CAN 2   | GBR 1   | AUT Ret | FRA 5   | HUN 4   | BEL 3   | NED 8   | ITA 4   | SIN 3   | JPN Ret | USA Ret | MEX 5   | SÃO 3   | ABU 4  |     |     | 5è   | 246   |
| 2023  | Scuderia Ferrari    | Ferrari SF-23    | Ferrari 066/10 1.6 V6 t      | BHR 4   | ARA 6   | AUS 12  | AZE 5   | MIA 5  | MON 8  | ESP 5   | CAN 5   | AUT 6   | GBR 10  | HUN 8   | BEL Ret | NED 5   | ITA 3   | SIN 1   | JPN 6   | QAT DNS | USA 3   | MEX 4   | SÃO 6   | LVG 6   | ABU 18 |     |     | 7è   | 200   |
| 2024* | Scuderia Ferrari    | Ferrari SF-24    | Ferrari 066/12 1.6 V6 t      | BHR 3   | ARA WD  | AUS 1   | JPN     | CHN    | MIA    | EMI     | MON     | CAN     | ESP     | AUT     | GBR     | HUN     | BEL     | NED     | ITA     | AZE     | SIN     | USA     | MEX     | SÃO     | LVG    | QAT | ABU | *    | *     |

* † No va finalitzar, però es classifica en completar més del 90% de la carrera.

* ‡ Meitat dels punts van ser atorgats amb menys del 75% de la distància de la cursa.